# Cephalorhizum micranthum
Cephalorhizum micranthum är en triftväxtart som beskrevs av Linchevskii. Cephalorhizum micranthum ingår i släktet Cephalorhizum och familjen triftväxter. Inga underarter finns listade i Catalogue of Life.